# 19 грудня
19 грудня — 353-й день року (354-й у високосні роки) у григоріанському календарі. До кінця року залишається 12 днів.

## Свята і пам'ятні дні

### Міжнародні
- Міжнародний день допомоги бідним.

### Національні
- Україна: День адвокатури.
- Ангілья: День національних героїв та героїнь.
- Білорусь,  Боснія і Герцеговина,  Північна Македонія,  Сербія: День Святого Миколая.

### Релігійні

#### Західне християнство
- Пам'ять пап Анастасія I та Урбана V;
- Пам'ять Ліліани Трешер[en] (Єпископальна церква).

#### Східне християнство[1]
- Пам'ять мученика Боніфатія Римського;
- Пам'ять преподобного Іллі Муромця Києво-Печерського;
- Пам'ять мучеників-єгиптян Іллі, Прова та Ариса;
- Пам'ять мучеників Полієвкта і Тимофія;
- Пам'ять святителів милостивого Воніфатія Ферентійського та єпископа Григорія Омиритського[en];

## Іменини
✝  Католицькі: Авраам, Анастасій, Беніамін, Богуміла, Ґреґорі, Дарія, Елеонора, Казимира, Протазія, Тимотеуш, Урбан.
✙ Православні: Арис, Боніфацій/Воніфатій, Григорій, Ілля, Полієвкт, Пров, Тимотей/Тимофій.

## Події

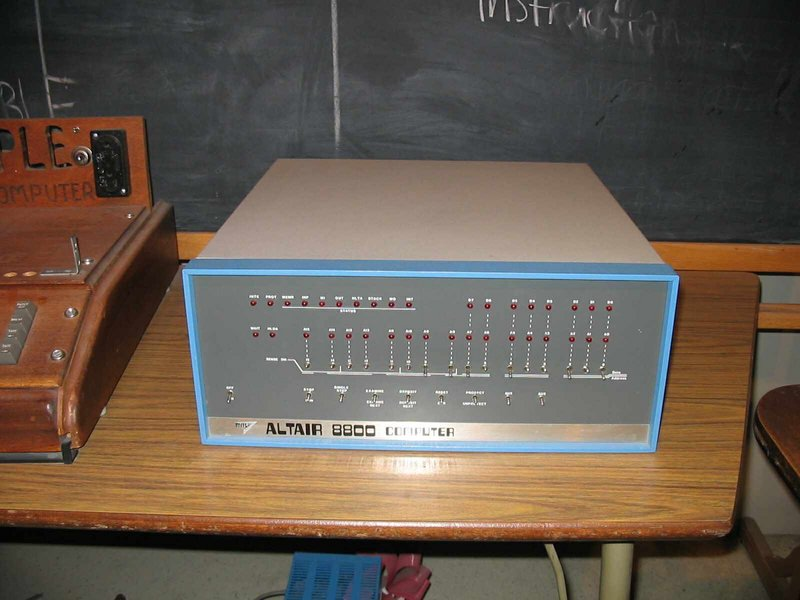
«Altair 8800»

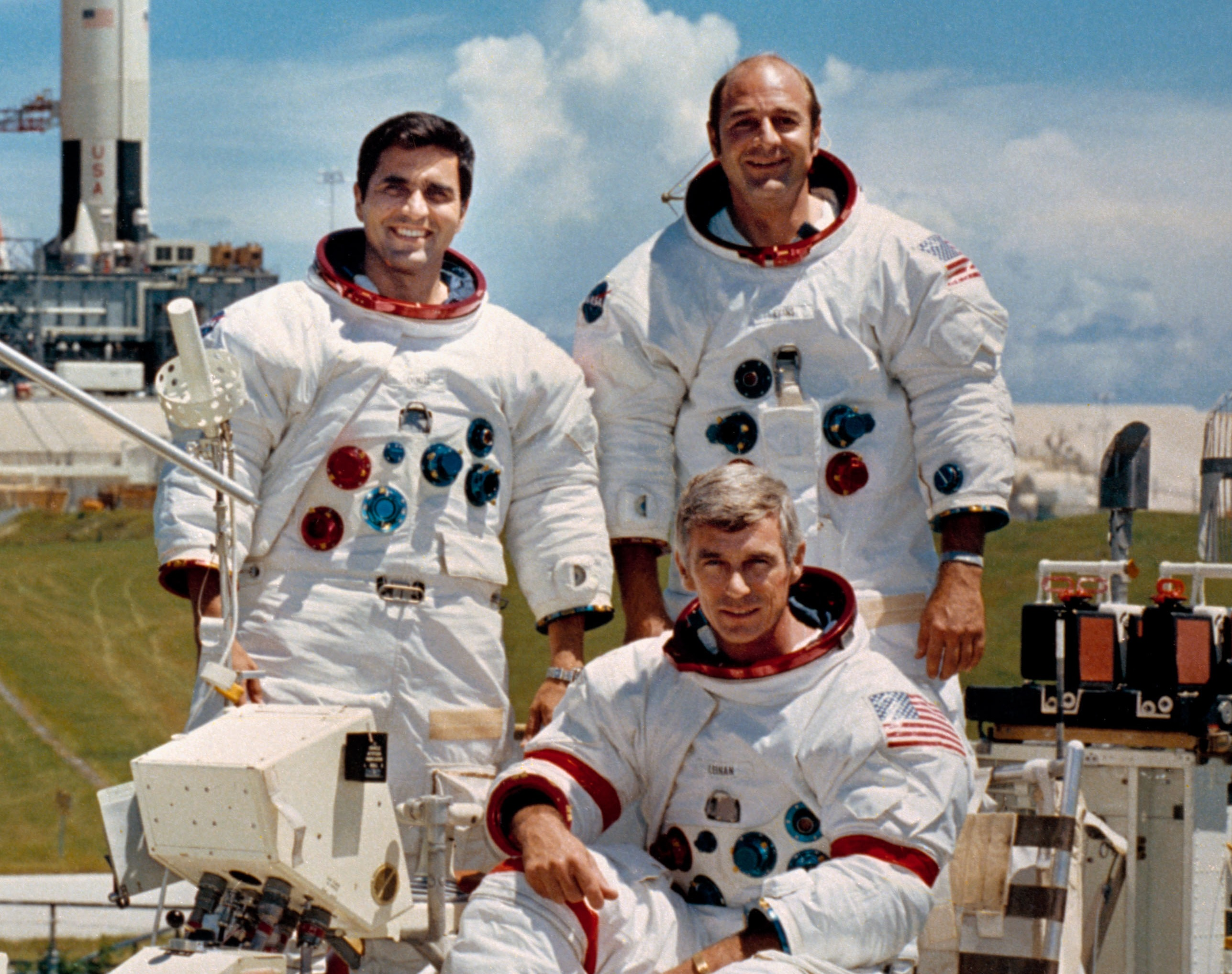
Екіпаж «Аполлон-17»

- 1154 — Генріх II був коронований на короля Англії.
- 1187 — Климент III був обраний новим Папою Римським.
- 1686 — Згідно із сюжетом відомого роману Даніеля Дефо, Робінзон Крузо залишив обжитий ним острів, пробувши на ньому 28 років, два місяці і 19 днів.
- 1863 — Англієць Фредерік Волтон запатентував лінолеум.
- 1890 — У Петербурзі відбулася прем'єра опери «Пікова дама» Петра Чайковського.
- 1900 — французький парламент проголосував за надання амністії всім учасникам справи Дрейфуса.
- 1909 — У Німеччині засновано футбольний клуб «Боруссія».
- 1915 — Казимир Малевич уперше оприлюднив у Петрограді 39 безпредметних робіт, серед яких був і знаменитий «чорний квадрат»
- 1917 — У Києві завершився Всеукраїнський з'їзд рад. Всупереч намірам більшовиків більшість із 2 тисяч його делегатів підтримала Центральну Раду. Відтак 124 делегатів-більшовиків на чолі з В.Затонським переїхали до Харкова, де об'єднались з депутатами III з'їзду Рад Донецького і Криворізького басейнів і провели 24—25 грудня спільний з'їзд рад (близько 200 осіб), на якому проголосили Україну радянською республікою рад та визнали її частиною РРФСР.
- 1917 — У Канаді іграми в Монреалі і Торонто стартував перший чемпіонат Національної Хокейної Ліги (НХЛ).
- 1918 — В Одесу прибули французькі війська.
- 1920 — Наказом Кримревкому оголошувалося, що на всьому Кримському півострові негайно, «з моменту оголошення цього наказу», припиняється видача пенсій всім тим, хто до того часу їх отримував.
- 1920 — Костянтин I був відновлений на посаді короля Грецького королівства після смерті його сина Олександра I і всенародного референдуму.
- 1924 — відомий німецький серійний вбивця Фріц Гаарман був засуджений до страти.
- 1932 — британська телерадіокомпанія BBC World Service почала своє мовлення.
- 1939 — підписано Постанову РНК УРСР про заснування у Львові 5 державних театрів: Львівського театру опери та балету, Львівського державного драматичного українського театру, Львівського державного драматичного єврейського театру, Львівського державного драматичного польського театру, Театру мініатюр, а також Львівської державної філармонії.
- 1941 — Після невдалої спроби захопити Москву і першої у Другій світовій війні поразки німецьких військ Адольф Гітлер прийняв на себе командування армією і провів кадрові перестановки серед вищих армійських офіцерів.
- 1946 — початок Першої індокитайської війни — боротьба в'єтнамських націонал-комуністів проти французької колоніальної адміністрації, що закінчилася розділенням В'єтнаму на дві держави (1954).
- 1956 — британський лікар Джон Бодкін Адамс арештований через підозру в умисному вбивстві більш ніж 160 його пацієнтів. Пізніше він буде визнаний винним лиш за дрібними обвинуваченнями.
- 1961 — Індія анексувала Даман і Діу, які були до цього португальськими колоніями.
- 1972 — На Землю повертається екіпаж американського космічного корабля «Аполлон-17». Цим польотом завершується американська місячна програма.
- 1974 — після відставки Річарда Ніксона новим Віцепрезидентом США став Нельсон Рокфеллер (замість Джеральда Форда, який в свою чергу став Президентом)
- 1974 — У магазинах США з'явився у продажу «Altair 8800», саморобний комп'ютерний набір вартістю 397 доларів.
- 1980 — Відкриті станції київського метрополітену «Тараса Шевченка», «Петрівка» і «Проспект Корнійчука» (нині «Оболонь»).
- 1981 — Відкриті станції київського метрополітену «Площа Льва Толстого» і «Республіканський стадіон» (нині «Олімпійська»).
- 1984 — У Пекіні прем'єр-міністри Великої Британії Маргарет Тетчер і КНР Чжао Цзиян підписали угоду про повернення в 1997 році британської колонії Гонконг під юрисдикцію Китаю при умові збереження в ньому протягом наступних 50 років капіталістичної системи.
- 1986 — Радянський лідер Михайло Горбачов віддав розпорядження звільнити відомого правозахисника Андрія Сахарова і його дружину Олену Боннер із заслання в Горький, міста, закритого для відвідування іноземцями.
- 1991 — Швеція визнала незалежність України.
- 1997 — Прем'єра американського фільму «Титанік». Уже через 25 днів після початку прокату цей фільм окупить свій великий бюджет у 200 мільйонів доларів.
- 1997 — MTV заборонило до показу кліп «Prodigy», вважаючи, що ролик «Smack My Bitch Up» принижує суспільну мораль.
- 1997 — літак Boeing 737-300 авіакомпанії SilkAir впав у ріку Мусі поблизу Палембангу (Індонезія).
- 1998 — Президенту США Біллу Клінтону було оголошено імпічмент.
- 2001 — Вийшов у світ кінофільм «Братство Персня» — екранізація першої частини трилогії Дж. Р. Р. Толкіна «Володар перснів».
- 2001 — у Тосонценгелі (Монголія) був зафіксований рекордно високий Атмосферний тиск в природних умовах на Землі — 1085,6 гектопаскалів.
- 2001 — через тривалу економічну кризу в Аргентині спалахнули масштабні протести.
- 2013 — був запущений космічний телескоп Gaia.
- 2016 — Приватбанк став державним.
- 2016 — посол Росії в Туреччині Андрій Карлов був вбитий на художній виставці в Анкарі.
- 2016 — відбувся теракт на різдвяному ярмарку в Берліні (Німеччина).

## Народились
Див. також: Категорія:Народились 19 грудня
- 1830 — Данило Мордовець, український письменник, історик.
- 1851 — Мойсей Гінсбург, підприємець, меценат, дійсний комерційний радник.
- 1852 — Альберт Майкельсон, американський фізик, експеримент якого заклав сумніви в існування ефіру.
- 1861 — Італо Звево, італійський прозаїк і драматург.
- 1873 — Філянський Микола, український поет, музеєзнавець.
- 1875 — Мілева Марич, перша дружина Альберта Ейнштейна, яку деякі дослідники-біографи вважають співавтором його революційних наукових ідей.
- 1898 — Микола Тараканов, український хоровий диригент і педагог, народний артист України.
- 1906 — Леонід Брежнєв, радянський державний і партійний діяч, голова Президії Верховної Ради СРСР у 1960—1964 і 1977—1982 роках
- 1910 — Жан Жене, французький письменник, драматург.
- 1915 — Едіт Піаф, французька співачка, «голос Парижа».
- 1919 — Микола Лукаш, видатний український перекладач.
- 1920 — Руденко Микола, український поет, письменник, філософ, правозахисник, засновник Української Гельсінської Групи (УГГ).
- 1946 — Фейтфул Меріанн, англійська співачка й акторка.
- 1959 — Марія Матіос, українська письменниця («Нація», «Солодка Даруся»…)
- 1963 — Тіль Швайґер, німецький актор, режисер і продюсер («Достукатися до небес», «Лара Крофт»).
- 1964 — Беатріс Даль, французька акторка («Помста жінки», «Бажання», «Ніч на Землі»).
- 1964 — Арвідас Сабоніс, радянський і литовський баскетболіст, один із найкращих центрових світу 1980-х років.
- 1969 — Азіза Мустафа Заде, азербайджанська джазова піаністка, співачка та композитор.
- 1972 — Алісса Мілано, американська акторка.
- 1974 — Мідж Амор, бас-гітарист фінського гурту «H.І.M.»
- 1980 — Джейк Джилленголл, американський актор («Початковий код», «Післязавтра», «Горбата гора»).

## Померли
Див. також: Категорія:Померли 19 грудня
- 1111 — Аль-Газалі, мусульманський теолог, філософ, суфій.
- 1741 — Вітус Беринг, данський морський офіцер на російській військово-морській службі, дослідник Камчатки, Тихоокеанського узбережжя Росії та західних берегів Північної Америки, капітан-командор російського флоту.
- 1848 — Емілі Бронте, англійська письменниця, автор роману «Буремний перевал».
- 1890 — Ежен Луї Ламі, французький живописець, учень Антуана Жана Гро, Ораса Верне та Французької академії мистецтв.
- 1996 — Марчелло Мастроянні, найзнаменитіший італійський актор («Білі ночі», «Солодке життя», «Вісім з половиною», «Місто жінок»).
- 2004 
  - Рената Тебальді, італійська оперна співачка (лірико-драматичне сопрано)
  - Герберт Чарлз Браун, американський хімік-органік, лауреат Нобелівської премії з хімії.
- 2009 — Кім Пік, відомий американський савант, що став прототипом оскароносного фільму Людина дощу.